# Blade Loki

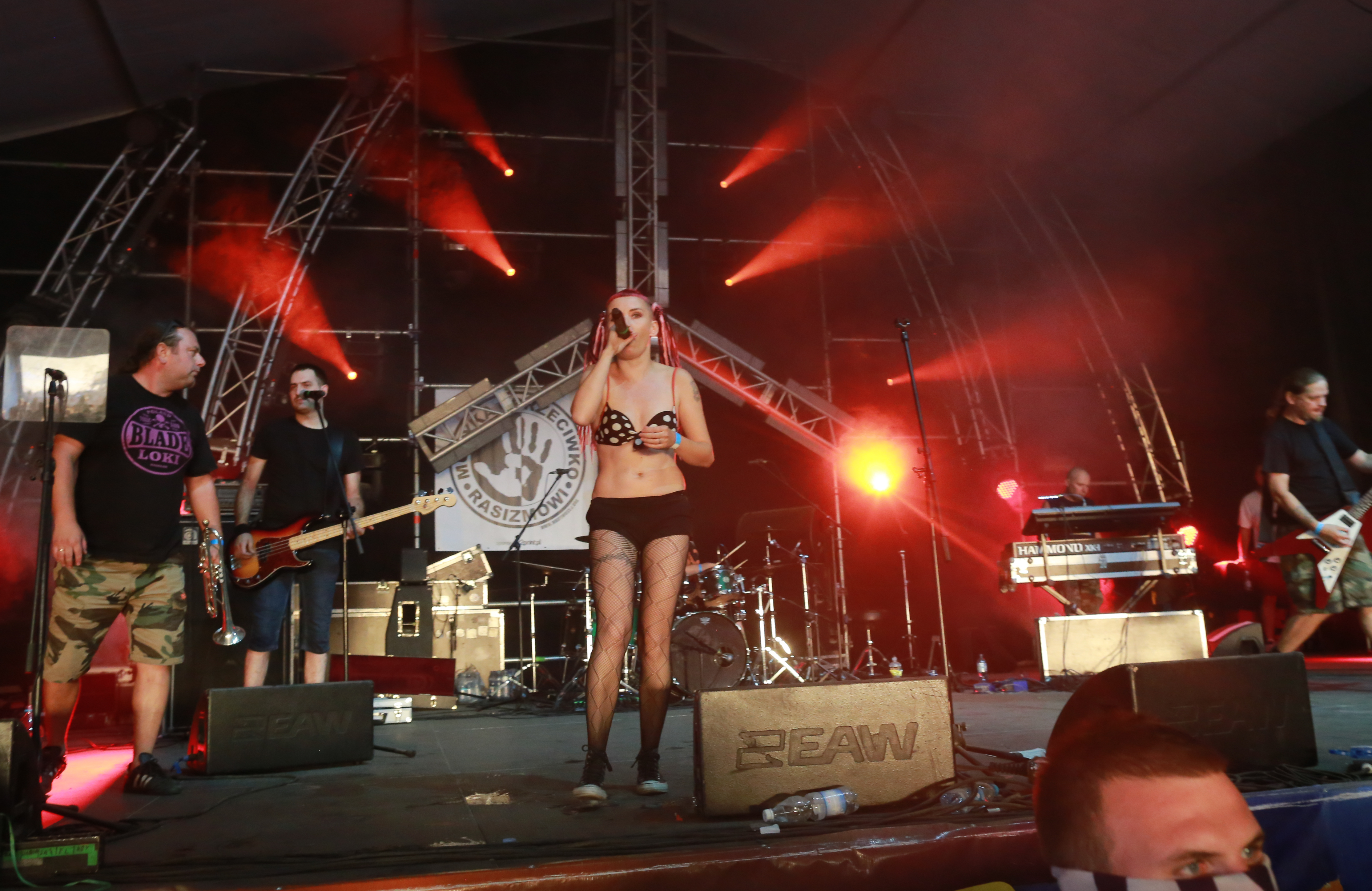
Pol’and’Rock Festival 2018

Blade Loki is een Poolse punkband met ska-invloeden.
De groep werd in 1992 opgericht in Wrocław. In 1995 speelde de groep op een festival in Spodek in Katowice en kwam het debuutalbum uit. In 1999 stond de groep op het compilatiealbum Muzyka przeciwko rasizmowi II (Muziek tegen racisme). In 2002 trad de groep op op het festival Przystanek Woodstock.

## Bezetting
- Agata Polic – zang (1999-2009, vanaf 2010)
- Dudzic – basgitaar (vanaf 1992)
- Twurca – gitaar (vanaf 1995)
- Norbas – toetsen (vanaf 2002)
- Adam "Zwierzak" Moszyński – percussie (vanaf 2006)
- Daniel Wrona – blaasinstrumenten (vanaf 2003)
- Lisu – trompet (vanaf 2004)

## Discografie
- Młodzież olewa (1995)
- Blada płyta (2000)
- Psy i koty (2002)
- ...no pasaran (2006)
- Torpedo los!!! (2009)